# Электроодеяло

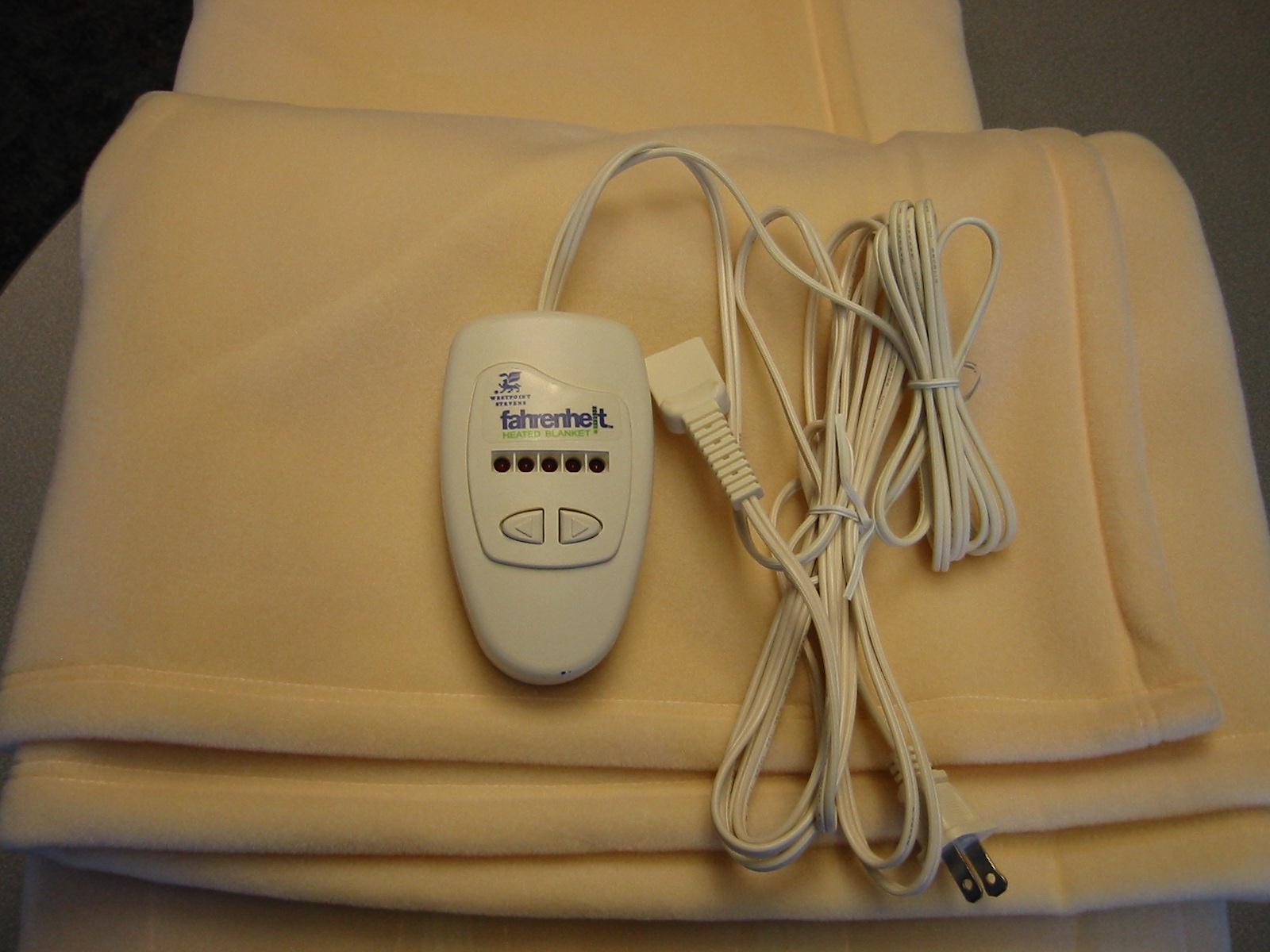

Электроодеяло — одеяло или его подобие с нагревательным устройством, предназначенное для локального нагрева постели, чтобы на ней было приятнее спать или лежать.
В разных странах существуют различия относительно того, что можно обозначить термином «электроодеяло». Например, в США и Канаде термин «электроодеяло» (electric blanket) используется для обозначения одеяла с интегрированным нагревателем, размещаемого поверх простыни. В Великобритании и странах Содружества же используется термин, который можно перевести как «электрический наматрасник» (electric underblanket), применяемый к наматраснику с таким же нагревателем, который размещается поверх матраса и под простынёй.
Электроодеяло обычно имеет блок управления, который регулирует производимое им количество тепла. Одеяла для кроватей больших размеров часто имеют отдельные регуляторы температуры для каждой из сторон кровати. Электроодеяло можно использовать для предварительного нагрева кровати перед сном или лежанием или для того, чтобы согреться во время данных процессов.
Некоторые современные электроодеяла «низкого напряжения» снабжены тонкими проводами из углеродного волокна и работают под напряжением от 12 до 24 вольт. Очевидно, что такие электроодеяла намного безопаснее, нежели более распространённые с напряжением от 110 до 240 вольт, ведь при столь малом напряжении не может протекать большой ток (из-за высокого сопротивления кожи человека). Кроме того такие электронагреватели могут обладать эффектом саморегуляции (при повышении температуры повышается и сопротивление провода, таким образом падает выходная мощность), что является неоспоримым преимуществом с точки зрения надёжности (не нужно собирать отдельную схему контроля температуры и проводить датчики).

## История
Первое электроодеяло было изобретено в 1912 году американским врачом и изобретателем Сидни И. Расселом. Эта ранняя модель электроодеяла представляла собой наматрасник (underblanket), который помещался поверх матраса и грел человека снизу. Существуют споры относительно того, когда появились именно первые электрические одеяла (overblanket). Первая известная публикация о таком устройстве появилась в 1930 году, оно производилось фирмой Samson United Corporation. Тем не менее есть утверждения, что на самом деле электроодеяло появилось позже, в 1937 году, когда в Соединённых Штатах началось производство одеял (overblanket), обогревающих человека сверху.

## Принцип действия
Как и электрогрелка, электроодеяло работает от изолированных проводов или нагревательных элементов, интегрированных в ткань, которые дают тепло, когда оно подключено к источнику питания. Блок регулирования температуры, расположенный между одеялом и электрической розеткой, регулирует величину мощности, поступающей через нагревательные элементы внутрь одеяла. Относительно современные электроодеяла работают на низком напряжении в 24 вольта и снабжены механизмом экстренного отключения, чтобы предотвратить возможность перегрева или возгорания. Старые электроодеяла (к ним обычно относят выпускавшиеся до 2001 года) не имеют механизмов аварийного отключения, поэтому при их использовании сохраняется риск перегрева и пожара, особенно при длительном подключении к сети.

## Современные электроодеяла
В некоторых из наиболее современных моделей электроодеял для нагрева используются провода из углеродного волокна. Эти провода менее толстые и заметные, нежели нагревательные провода старого образца. Подобные карбонопластиковые провода используются также во многих системах подогрева автомобильных сидений в продвинутых моделях автомобилей. Электроодеяла могут иметь реостаты, которые регулируют количество тепла, будучи управляемыми температурами тела человека и электроодеяла и обеспечивая тем самым комфортные условия пользователям.

## Вопросы безопасности
По причине сочетания количества выделяемого тепла, электроэнергии, большого количества легковоспламеняющихся материалов в постельном белье и того обстоятельства, что использующий устройство человек спит, использование электроодеял вызывает обеспокоенность среди некоторых экспертов по безопасности. Основной проблемой являются электроодеяла, выпущенные до 2001 года, а также повреждённые или отслужившие свой срок. В Великобритании, по оценкам, ежегодно случается 5000 пожаров, вызванных нарушением техники безопасности при использовании электроодеял, из которых 99 %, вероятно, случаются при использовании электроодеял, прослуживших 10 лет и больше.
Электрические одеяла также представляют опасность способностью нанести ожог тем, кто не в состоянии чувствовать боль или не в состоянии адекватно отреагировать на неё. К таким категориям лиц относятся маленькие дети, больные диабетом и пожилые люди.
Ряд экспертов высказывают также мысли о возможном вреде для здоровья при использовании электроодеял.
Следует оговориться, что использование электроодеял по инструкции производителя, делает их совершенно безопасными в использовании. Обратите внимание, что есть электроодеяла, которые работают с переменным напряжением 220 В или 110 В - такие одеяла более опасны, чем одеяла которые работают на 12 и на 24 В постоянного тока. Если Вы возьмете и прокусите во сне проволоку по которой течет напряжение в 24 В, Вы почувствуете только легкое покалывание.  Если по кабелю будет течь уже 220 В, то Вас сильно ударит током.

## В массовой культуре
Антропоморфный персонаж в виде электроодеяла с возможностью регулирования температуры по имени Бланки присутствовал в мультфильме 1987 года «Храбрый маленький тостер».
Знаменитый роман Артура Хейли "Колёса" начинается с того, что президент корпорации Дженерал моторс не выспался из-за неисправности электроодеяла, которое он собственноручно и починил утром. 